# Édouard Will
Édouard Will (Mulhouse, 8 de mayo de 1920 - Vialas, 27 de julio de 1997) fue un historiador francés. Está considerado como unos de los mejores especialistas franceses de la historia social y económica de la época arcaica griega, incluida la numismática. Por otra parte, su historia del mundo helenístico (1ª ed. 1966-1967), aparecida en un momento dominado por el paradigma Annales, constituyó una reivindicación anticipadora de la historia política. Y el libro de síntesis sobre el mundo griego y el Oriente en el siglo V es un clásico de la manualística europea que aún conserva su vigencia en más de un sentido.
Fue catedrático de Historia de Grecia en la Universidad de Nancy de 1955 a 1984, y dirigió el Centre d'Information Documentaire «Le Monde Grec Antique» (Centro de Documentación sobre el mundo griego antiguo) hasta 1985. En su memoria se ha creado el Centre Édouard Will, de la Universidad de Lorena. 

## Obras
- Korinthiaka, De Boccard, París 1955.
- Doriens et Ioniens. Essai sur la valeur du critère ethnique appliqué á l'étude de l'histoire et de la civilisation grecques, Publications de la Faculté des Lettres de l'Université de Strasbourg, 1956 (reseña de Louis Gernet, Annales 13.1, 1958, 183-184).
- Histoire politique du monde hellénistique (323 - 30 av. J.-C.)- Tome 1 : De la mort d'Alexandre aux avènements d'Antiochos III et de Philippe V, Annales de l'Est publiées par la Faculté des lettres et des Sciences humaines de l'Université de Nancy, deux. éd. 1979,  408 pp.
- Histoire politique du monde hellénistique - Tome 2 : Des avènements d'Antiochos III et de Philippe V à la fin des Lagides, Annales de l'Est publiées par la Faculté des lettres et des Sciences humaines de l'Université de Nancy, deux. éd. 1982, 626 pp.
  - Reedición de los dos libros en un solo volumen:  Édouard Will, Histoire politique du monde hellénistique 323-30 av. J.-C., Paris, Seuil, coll. « Points Histoire », 2003, ISBN 202060387X.
- Le monde grec et l'Orient - Tome 1 : le Ve siècle, 1972
- Le monde grec et l'Orient - Tome 2 : Le IVe siècle et l'époque hellénistique, 1975.
- Ioudaismos-hellenismos. Essai sur le judaïsme judéen à l'époque hellénistique, 1986 (en coll. avec Claude Orrieux)
- Prosélytisme juif ? Histoire d'une erreur, Les Belles Lettres, 1992.
- Historica graeco-hellenistica - Choix d'écrits 1953 - 1993, De Boccard, 1999.

Traducidos al español
- El mundo griego y el Oriente I. El siglo V (510-403) (Francisco Javier Fernández Nieto, trad.). 644 páginas. Madrid: Akal. 1997. ISBN 8446004674.
- El mundo griego y el Oriente II. El siglo IV y la época helenística (Francisco Javier Fernández Nieto, trad.). 600 páginas. Madrid: Akal. 1998. ISBN 8446008017.